# Styvt braxengräs
Styvt braxengräs, tidigare vårtsporigt braxengräs, Isoetes lacustris, är en lummerväxt som beskrevs av Carl von Linné 1753 i Species Plantarum. Styvt braxengräs ingår i släktet braxengräs, och familjen braxengräsväxter.

## Förekomst
Styvt braxengräs växer på sand- och dybottnar i näringsfattiga sjöar och lugna vattendrag, ofta på ett par meters djup, i norra och centrala Europa, sydvästut till norra Spanien och med en isolerad förekomst i Bulgarien. Den förekommer i hela Norden, inklusive Island, men den är sällsynt i kalktrakter: Den saknas således på Öland och Gotland, och i Danmark förekommer den endast i Jylland.
Arten är även uppgiven för östra Nordamerika (Grönland, Kanada och USA). Dessa förekomster anses dock ofta tillhöra en egen art, Isoetes macrospora, men går ej att säkert skilja från europeiska former annat än på utbredningen. I Nordamerika förekommer ytterligare en form, Isoetes hieroglyphica som stundom betraktas som egen art och stundom inkluderas i I. lacustris.

## Utseende
Styvt braxengräs bildar rosetter med 5-15(-40) cm långa, styva, raka eller skärformigt krökta, halvtrinda, kortspetsade, mörkgröna, ogenomskinliga blad, utgående från en kort knölstam och med ett litet triangulärt snärp (se 3 i figuren). Rötterna är gaffelgrenigt delade och bruna. Sporgömmena i de vidgade bladbaserna (3 i figuren) täcks till minst hälften av en triangulär hinna (velum - 4 i figuren). Makrosporerna (5 och 6 i figuren) är 530 till 700 μm stora (över 600 μm i genomsnitt), har vårtig till rynkig yta (hos f. hieroglyphica bildande ett nät av rundade eller släta åsar) och är gråaktiga i torrt tillstånd.

## Etymologi
Artnamnet lacustris betyder "sjö-", från latin lacus, "sjö" (alltså "sjö-Isoetes").
Det svenska namnet "braxengräs" kommer av att växten rycks loss och flyter upp till ytan under braxens lek. Även på norska (brasmegras), danska (brasenføde), tyska (Brachsenkraut) och finska (lahnanruoho - lahna=braxen) ingår braxen i namnet.